# Flossie Wong-Staal
Flossie Wong-Staal nata Wong Yee Ching (Canton, 27 agosto 1946 – La Jolla, 8 luglio 2020) è stata una virologa e biologa cinese naturalizzata statunitense, la prima scienziata a clonare l'HIV e a determinare la funzione dei suoi geni, il che ha rappresentato un passo importante per dimostrare che l'HIV è la causa dell'AIDS. Dal 1990 al 2002 ha ricoperto la cattedra Florence Riford nella ricerca sull'AIDS presso l'Università della California, San Diego (UCSD). È stata co-fondatrice e, dopo essersi ritirata dall'UCSD, è diventata direttore scientifico di Immusol, ribattezzata iTherX Pharmaceuticals nel 2007 quando è passata a una società di sviluppo di farmaci focalizzata sull'epatite C e ha continuato a ricoprire il ruolo di direttore scientifico..

## Biografia
Wong-Staal nacque come Wong Yee Ching a Guangzhou, in Cina, nel 1946. Terza figlia, crebbe con due fratelli e una sorella. Nel 1952, la sua famiglia fuggì a Hong Kong, per sfuggire al governo comunista. Durante la sua permanenza a Hong Kong, Wong frequentò la Maryknoll Convent School, dove eccelleva nelle scienze. Sebbene nessuna donna nella sua famiglia avesse mai lavorato fuori casa o studiato scienze, i suoi genitori sostennero le sue aspirazioni. A scuola fu incoraggiata da molti dei suoi insegnanti a proseguire gli studi negli Stati Uniti. Essi le suggerirono anche di cambiare il suo nome, a favore di una forma onomastica occidentale. Suo padre scelse per lei il nome "Flossie" dopo un enorme tifone che aveva colpito il sud-est asiatico in quel periodo.
Quando aveva 18 anni, lasciò Hong Kong per frequentare l'Università della California, a Los Angeles, dove seguì studi in batteriologia. Si laureò con lode in soli tre anni. Ottenne quindi un dottorato di ricerca in biologia molecolare presso l'UCLA nel 1972. Condusse il suo lavoro post-dottorato presso l'Università della California, a San Diego, dove continuò a fare ricerca.

## Clonazione dell'HIV
Il suo lavoro post-dottorato continuò fino al 1973, quando si trasferì a Bethesda, nel Maryland, per lavorare con Robert Gallo presso il National Cancer Institute (NCI). Nell'istituto, Wong-Staal iniziò la sua ricerca sui retrovirus. Due anni dopo, Wong-Staal divenne il primo ricercatore a clonare l'HIV. Inoltre completò la mappatura genetica del virus che rese possibile lo sviluppo del test HIV. Ciò portò alla prima mappa genetica del virus, che ha contribuito allo sviluppo di esami del sangue per l'HIV.

## Ricerca
Alla fine degli anni '70, il team di Wong-Staal, insieme al dottor Gallo, condusse ricerche sul retrovirus umano, il virus della leucemia a cellule T umane (HTLV), e stabilì che era l'agente eziologico della leucemia a cellule T umane adulte. Il suo team studiò specificamente la virologia molecolare dell'HTLV-1 esaminandone gli attivatori trascrizionali e i regolatori post-traduzionali. Questa scoperta è stata significativa nello studio dei retrovirus umani poiché in precedenza si era discusso se i retrovirus potessero causare malattie umane.
Nel 1990, Wong-Staal fu reclutata dall'NCI all'Università della California, San Diego (UCSD), dove avviò il Centro per la ricerca sull'AIDS. Wong-Staal continuò la sua ricerca sull'HIV/AIDS presso l'UCSD, concentrandosi sulla terapia genica e utilizzando un "coltello molecolare" ribozima per reprimere l'HIV nelle cellule staminali. Il protocollo da lei sviluppato è stato il secondo ad essere finanziato dal governo degli Stati Uniti. Nel 1990 un gruppo di ricercatori guidati da Wong-Staal studiò gli effetti che la proteina Tat, contenuta nel ceppo virale HIV-1, avrebbe avuto sulla crescita delle cellule presenti nelle lesioni del sarcoma di Kaposi comunemente riscontrate nei pazienti affetti da AIDS.
Il team di ricercatori eseguì test su una varietà di cellule che trasportavano la proteina Tat e osservò il tasso di proliferazione cellulare nelle cellule infettate dall'HIV-1 e nel controllo, una coltura di cellule endoteliali umane sane. Wong-Staal utilizzò un tipo di analisi cellulare nota come radioimmunoprecipitazione per rilevare la presenza di lesioni KS nelle cellule con quantità variabili di proteina Tat. I risultati di questi test mostrarono che la quantità di proteina Tat all’interno di una cellula infettata dall’HIV-1 era direttamente correlata alla quantità di lesioni da KS che un paziente poteva avere. Questi risultati furono essenziali per lo sviluppo di nuovi trattamenti per i pazienti affetti da HIV/AIDS che soffrivano di queste pericolose lesioni.

## Risultati
Nel 1994, Wong-Staal fu nominata presidente del nuovo Centro per la ricerca sull'AIDS dell'UCSD. Nello stesso anno, fu eletta all'Istituto di Medicina delle Accademie Nazionali degli Stati Uniti, e all'Academia Sinica di Taiwan.
Nel 2002, Wong-Staal si ritirò dall'UCSD e accettò il titolo di professore emerito. Successivamente entrò a far parte di Immusol, un'azienda biofarmaceutica che co-fondò con il suo secondo marito, Jeffrey McKelvy, mentre era alla UCSD come direttore scientifico. Riconoscendo la necessità di farmaci migliorati per l'epatite C (HCV), trasformò Immusol in un focus terapeutico contro l'HCV e lo ribattezzò iTherX Pharmaceuticals.
Nello stesso anno, Discover nominò Wong-Staal una delle cinquanta "scienziate più straordinarie". Wong-Staal rimase docente di ricerca di medicina presso l'UCSD fino alla sua morte, avvenuta l'8 luglio 2020, all'età di 73 anni, al Jacobs Medical Center di La Jolla, a causa di complicazioni causate da una polmonite.
Nel 2007, il Daily Telegraph indicò Wong-Staal come il numero 32 dei "100 migliori geni viventi". Per il suo contributo alla scienza, l'Istituto per l'informazione scientifica nominò Wong-Staal "la migliore scienziata degli anni '80". Nel 2019, venne inserita nella National Women's Hall of Fame.

## Vita privata
Nel 1971, mentre svolgeva il dottorato alla UCLA, sposò un compagno di studi, l'oncologo Stephen P. Staal. La coppia ebbe due figlie (Stephanie e Caroline Vega), per poi divorziare intorno al 1990. Successivamente Wong-Staal si risposò con il neurologo Jeffrey McKelvy, con il quale fondò Immusol. Al momento del decesso aveva quattro nipoti.